# Сентготхард
Сентготхард (венг. Szentgotthárd, нем. St. Gotthard) или Моноштер (словен. Monošter) — город на западе Венгрии в медье Ваш.

## История

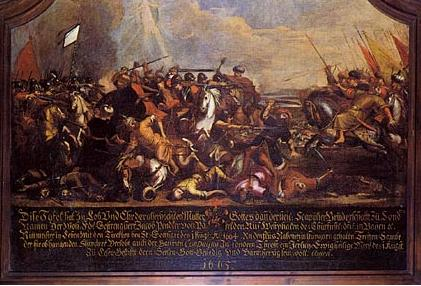
Битва при Сентготхарде

Город получил свое название от Цистерцианского аббатства Сентготхарда, основанного здесь в 1183 году. Город вырос вокруг аббатства.
В 1664 году в этих местах состоялась битва при Сентготхарде, где австрийская армия во главе с Раймондо Монтекукколи разгромила Османскую империю, вследствие чего Османам пришлось подписать Вашварский мир, который продержался до 1683 года.
Вторая битва при Сентготхарде в 1705 году было между Габсбургами и венгерскими повстанцами, которые восстали против них. Повстанцы одержали победу в этой битве.
Во время Второй мировой войны Сентготхард был занят советскими войсками 3-го Украинского фронта 31 марта 1945 года в ходе венской наступительной операции.
В Сентготхарде по данным переписи 2017 года живёт 8862 человека. Плотность населения составляет 134,95 чел./км². Большинство жителей являются венграми и словенцами. Сентготхард служит культурным центром венгерских словенцев.

## Население
| Год  | Численность | Численность |
| ---- | ----------- | ----------- |
| 2013 | 8787        | [ 2 ]       |
| 2014 | 8834        | [ 3 ]       |
| 2018 | 8864        | [ 4 ]       |
| 2021 | 8834        | [ 5 ]       |
| 2022 | 8312        | [ 6 ]       |
| 2023 | 8285        | [ 7 ]       |
| 2024 | 8287        | [ 1 ]       |

## Города-побратимы
- Вальдюрн, Германия
- Дель, Франция
- Изола, Словения
- Петрила, Румыния
- Тарвизио, Италия

## Галерея

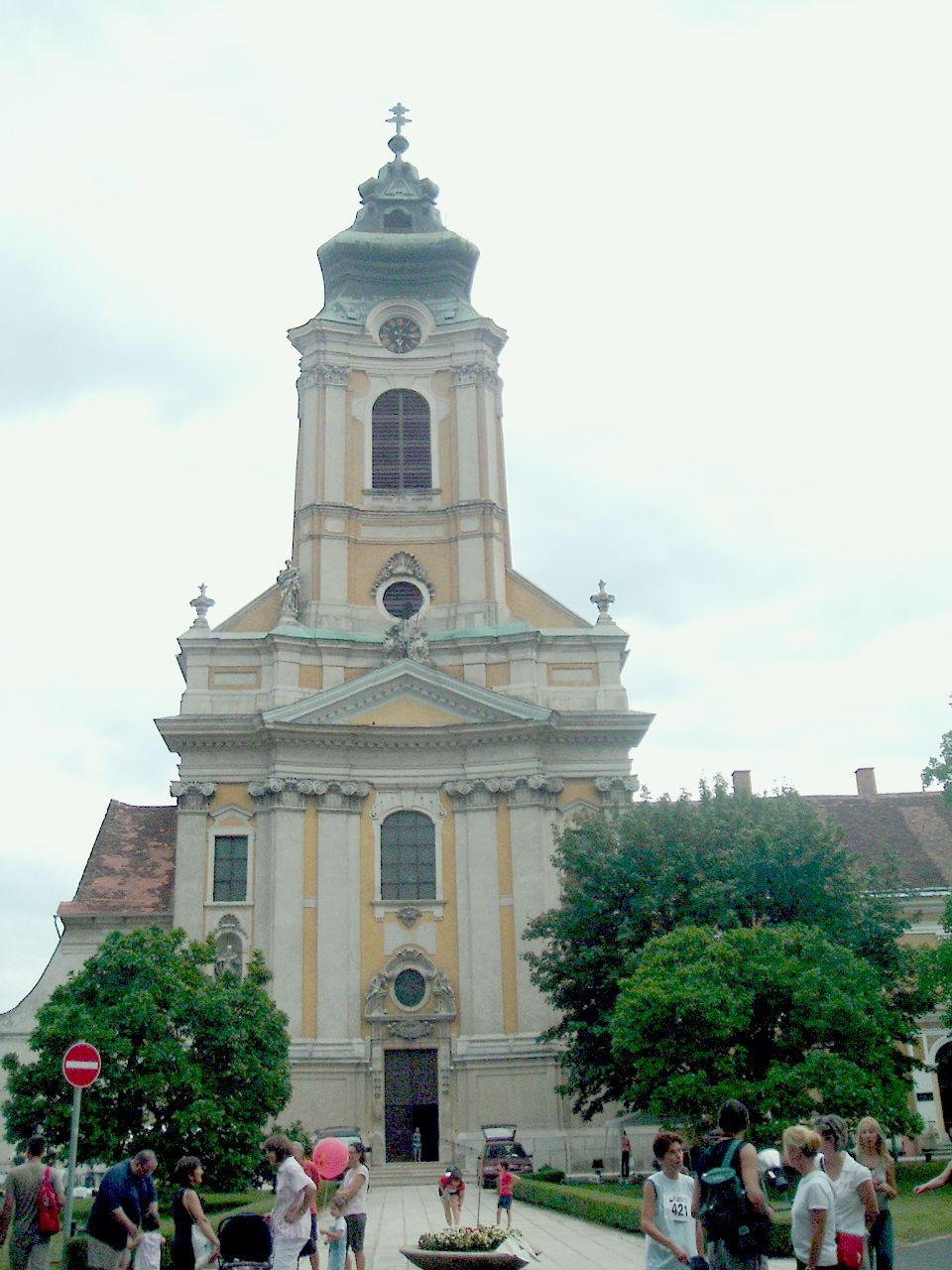
Католический храм в Сентготхарде
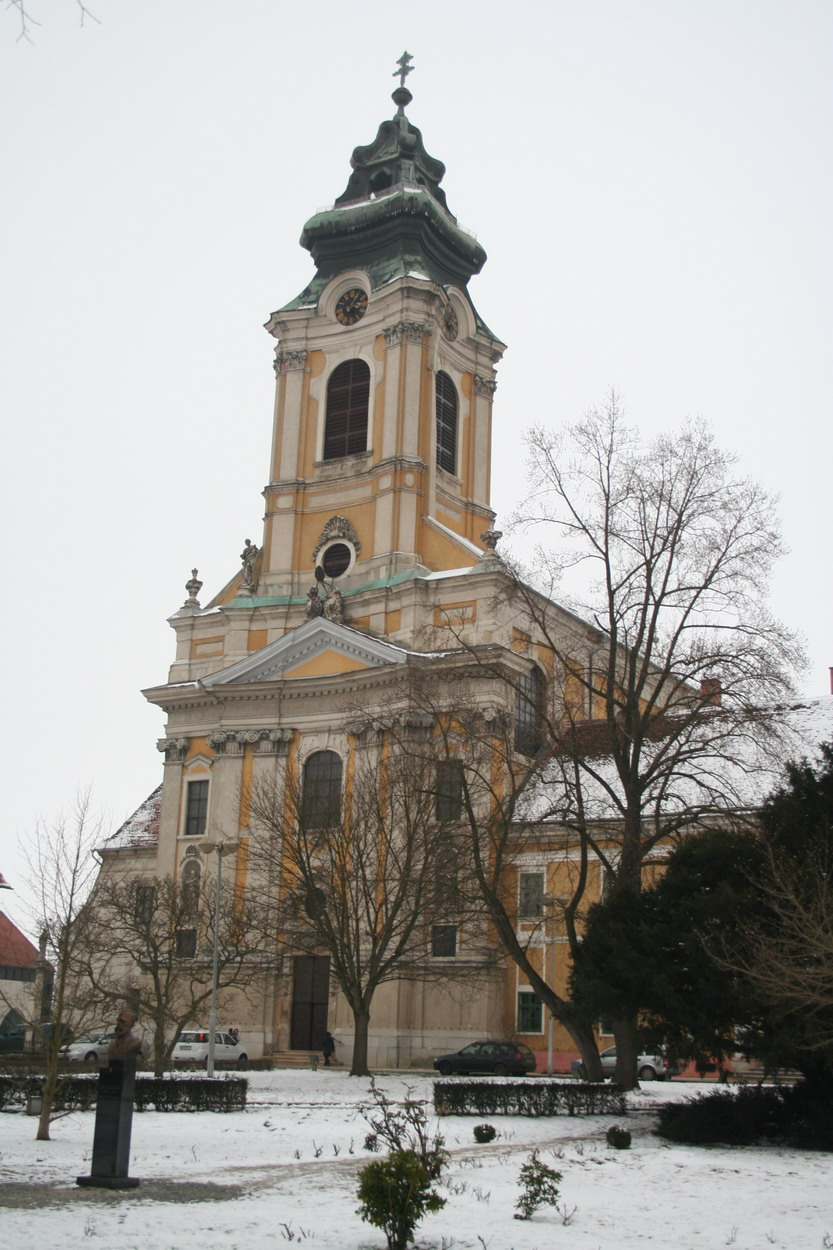
Католический храм в Сентготхарде
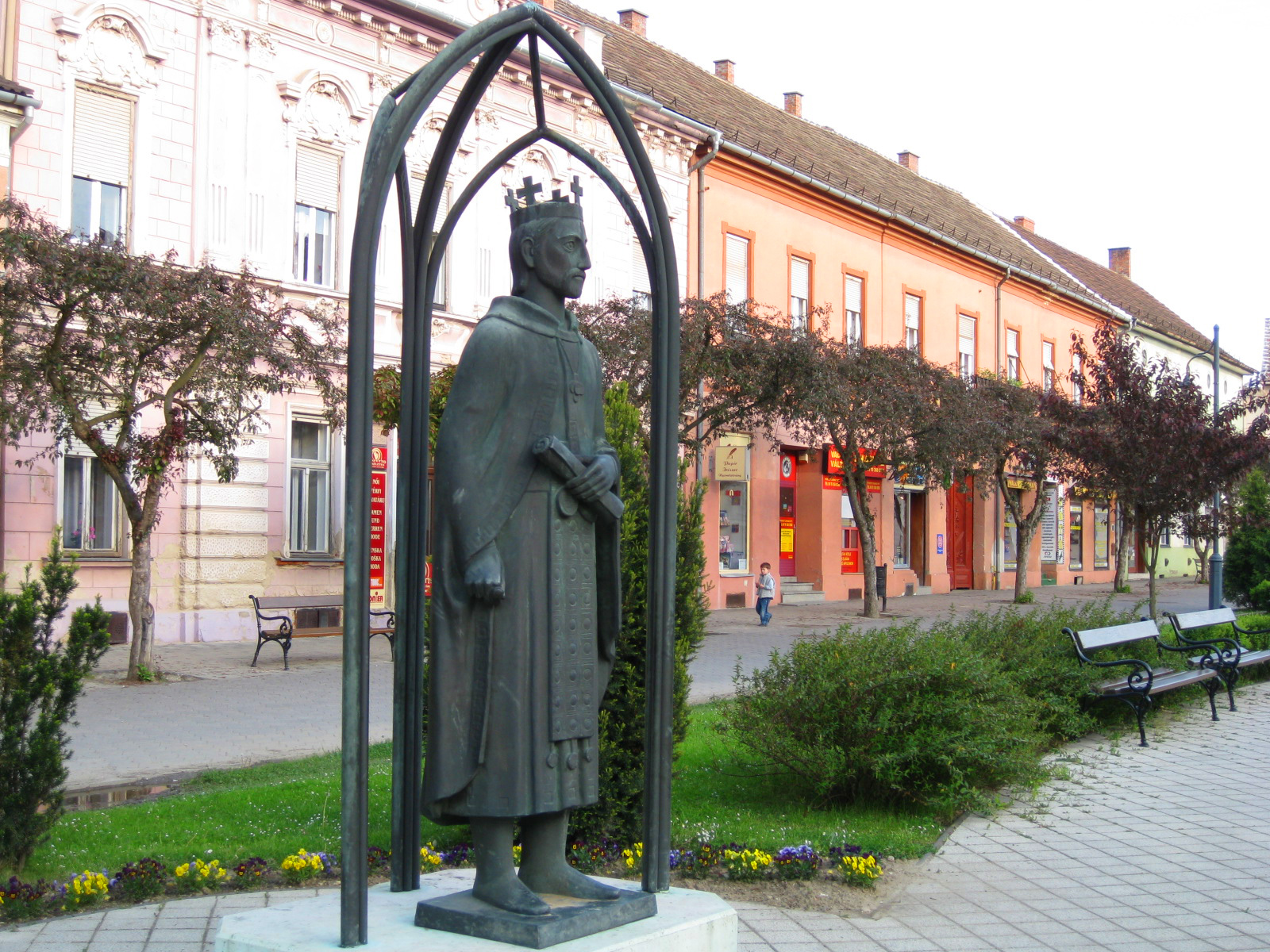
Статуя в Сентготхарде
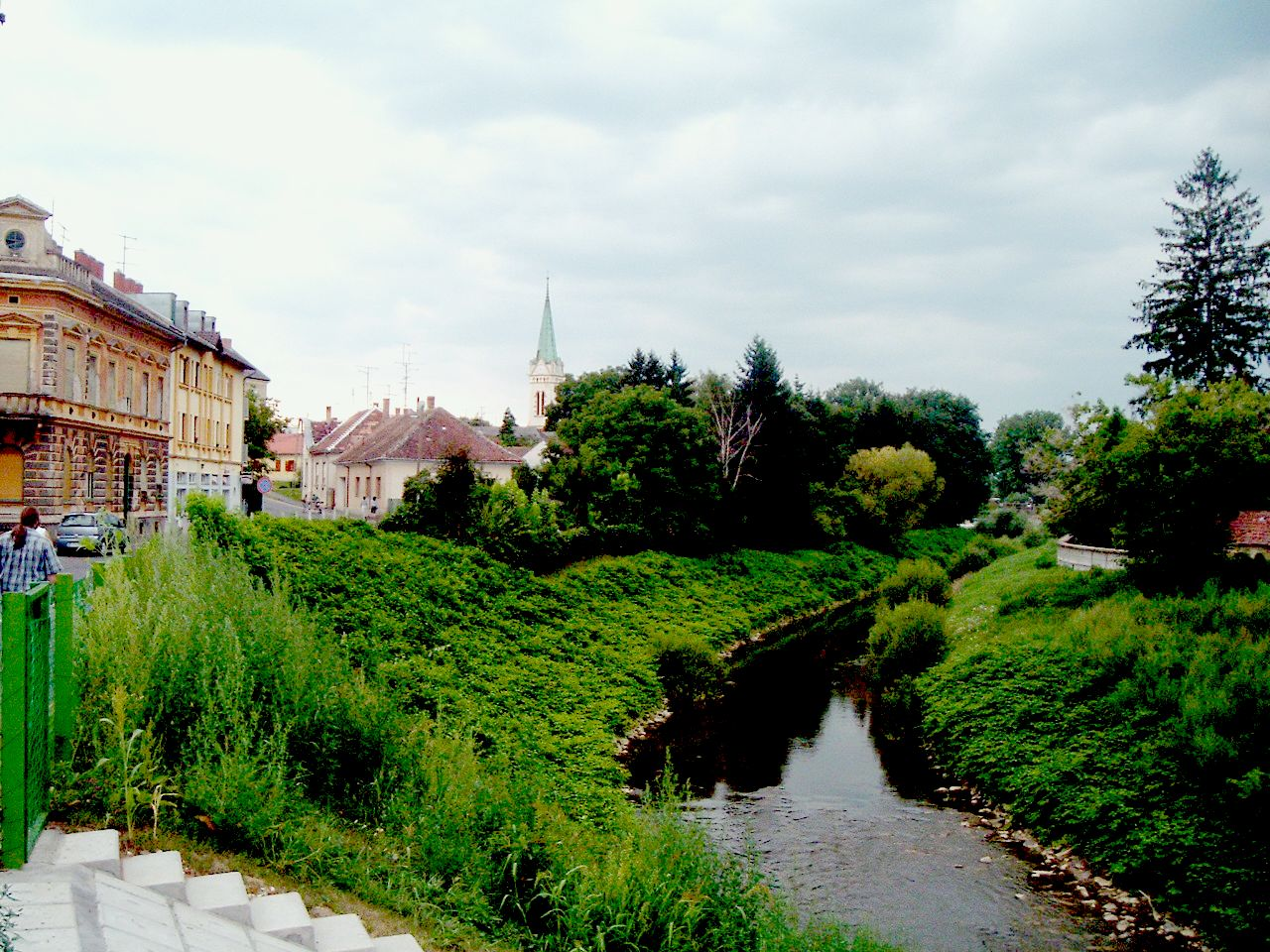
Центр города с рекой Раба